# Villers-aux-Bois
Villers-aux-Bois är en kommun i departementet Marne i regionen Grand Est (tidigare regionen Champagne-Ardenne) i nordöstra Frankrike. Kommunen ligger i kantonen Avize som tillhör arrondissementet Épernay. År 2022 hade Villers-aux-Bois 321 invånare.

## Befolkningsutveckling
Antalet invånare i kommunen Villers-aux-Bois
| Referens: INSEE |